# Neuenhaus
Neuenhaus község Németországban, Alsó-Szászországban, Bentheim-Grafschaft járásban. Lakosainak száma 10 650 fő (2023. december 31.).

## Földrajza
Neuenhaus Halle és Uelsen községekkel határos.

## Testvértelepülések
- Boussy-Saint-Antoine
- Zelów
- Gyermely